# Visconde de Fornos de Algodres
Visconde de Fornos de Algodres é um título nobiliárquico criado por D. Maria II de Portugal, por Decreto de 30 de Setembro de 1851, em favor de João Maria de Abreu Castelo Branco, antes Senhor de Fornos de Algodres de juro e herdade e depois 1.° Conde de Fornos de Algodres.
Titulares
1. João Maria de Abreu Castelo Branco, Senhor, 1.° Visconde e 1.° Conde de Fornos de Algodres;
2. Eduarda Henriqueta de Abreu Castelo Branco do Amaral e Meneses, 2.ª Viscondessa de Fornos de Algodres.